# Боржес, Фелипе
Фелипе Боржес Дутра Рибейро (порт.-браз. Felipe Borges Dutra Ribeiro; род. 4 мая 1986 года, Сан-Бернарду-ду-Кампу) — бразильский гандболист, выступает за португальский клуб «Спортинг» и сборную Бразилии. Двукратный чемпион Панамериканских игр, трёхкратный победитель Панамериканского чемпионата.

## Карьера

### Клубная
Боржес начинал играть в Бразилии, за клуб Методиста. В 2007 году перешёл в испанский клуб «Арагон», в котором Боржес провёл 2 сезона. В 2010 году Боржес перешёл в бразильский клуб «Пинейро», а через сезон перешёл в испанский клуб Адемар Леон. В 2013 году Филипе Боргес перешёл в французский клуб «Монпелье», с которым выиграл кубок Франции и 2 раза кубка французской лиги. С сезона 2015/16 Боржес играет за португальский клуб «Спортинг».

### В сборной
Боржес играет за сборную Бразилии, сыграл за неё 169 матча и забил 597 голов.

## Награды
- Кубок французской лиги: 2014, 2016
- Кубок Франции: 2016

## Статистика
| Сезон        | Клуб     | Лига           | Матчи | Голы | 7-метр | Голы |
| ------------ | -------- | -------------- | ----- | ---- | ------ | ---- |
| 2012/13      | Монпелье | LNH Division 1 | 9     | 20   | 0      | 20   |
| 2013/14      | Монпелье | LNH Division 1 | 12    | 27   | 0      | 27   |
| 2014/15      | Монпелье | LNH Division 1 | 19    | 28   | 0      | 28   |
| 2015/16      | Монпелье | LNH Division 1 | 26    | 53   | 0      | 53   |
| 2012–по н.в. | Итого    | LNH Division 1 | 66    | 128  | 0      | 128  |